# الوكرة
الوكرة هي مدينة وبلدية تقع على الساحل الشرقي الجنوبي من دولة قطر، في منتصف الطريق بين مدينة الدوحة ومسيعيد، وقد كانت في الأصل قرية صغيرة لصيد الأسماك واللؤلؤ، أما الآن فقد تطورت لتصبح مدينة يبلغ عدد سكانها 299,037 نسمة، حسب إحصاء سنة 2015م. منصور أحمد الخاطر هو ممثل سكان الوكرة في المجلس البلدي المركزي في قطر، الذي انتخب في عام 2015م. ودور العضو في المجلس البلدي تقديم مطالب السكان في تطوير المدينة والبنية التحتية، للجهات الرسمية في الدولة. ومن القرى التابعة لها قرية الخرارة.

## الوكرة اليوم
صدرت خطة التنمية الحضرية لمدينة الوكرة في سنة 2008م؛ حيث وضعت رؤية معمارية وخطة لتطوير مدينة الوكرة، خلال الثلاثين عاما المقبلة. وأبرز ملامح هذه الخطة تطوير شاطئ الوكرة، وتطوير أحياء المدينة القديمة، وكذلك تطوير وسط المدينة والتوسع في جنوب المدينة، ليصبح المركز الرئيسي للمرافق الحكومية وجامعة الوكرة، وزيادة النسب المسموحة في ارتفاعات المباني، لتصبح الوكرة قادرة على استيعاب أكثر من 600 ألف شخص في المستقبل، فضلا عن المدينة الرياضية في الوكرة.

## التعليم في مدينة الوكرة
يوجد في مدينة الوكرة الكثير من المدارس الحكومية والخاصة، لكل من البنين والبنات، كما يوجد فرع لكلية المجتمع، وتوجد دراسة ضمن الخطة العمرانية لتطوير مدينة الوكرة، لإقامة جامعة لطلاب المدينة.

### متحف الوكرة
يقع المتحف في مدينة الوكرة على بعد 17 كم من العاصمة، ويعرض الحياة البحرية وأدوات التاريخ الطبيعي، والمعروضات في متحف الوكرة تشمل التحف المميزة التي تعطينا نظرة ثاقبة على التاريخ في قطر، وتشمل المعروضات أيضا بعض الأمثلة الجميلة التي تسلط الضوء على الفن الجميل والهندسة المعمارية السائدة في جميع أنحاء المنطقة؛ منذ كانت الوكرة في وقت سابق مركزا للصيد واستخراج اللؤلؤ، بالتالي تسليط الضوء الرئيسي على الحياة البحرية.

### العمارة التاريخية
العمارة التاريخية يمكن ملاحظتها في كل الأماكن تقريبا في مدينة الوكرة، وخصوصا في المناطق القديمة، واستولت عليها في المساجد والمنازل القديمة والميناء،
ويعد مسجد الوكرة الكبير أحد المساجد الرئيسية والقديمة في الوكرة.
كما يوجد في الوكرة قلعة الحصن التي بنيت فوق أنقاض قلعة قديمة، وهي مكونة من برجين مستديرين، وكانت تستخدم في الماضي مكتبًا للشرطة، ويرجع تاريخ إنشائها إلى القرن الـ20 الميلادي. وبالإضافة إلى ذلك، يعتبر منزل الشيخ غانم بن عبد الرحمن آل ثاني تحفة معمارية كبيرة على الشاطئ، وهذا المبنى مكون من طابقين، والنوافذ مزينة بالأشكال الخاصة، وقد تم ترميمه في عام 2004م، من قبل هيئة متاحف قطر (هيئة متاحف قطر).
قالب:كومة

## التركيبة السكانية
ويبين الجدول التالي عدد سكان الوكرة:
1. ↑  "Census 2010". Qatar Statistics Authority. 2010. مؤرشف من الأصل في 2010-07-09. اطلع عليه بتاريخ 2010-7-25.
2. ↑  GeoNames (بالإنجليزية), 2005, QID:Q830106
3. ↑   https://web.archive.org/web/20170517025911/http://www.mdps.gov.qa/en/statistics/Statistical%20Releases/Population/Population/2016/Population_social_1_2016_AE.pdf. مؤرشف من الأصل (PDF) في 2017-05-17. {{استشهاد ويب}}: الوسيط |title= غير موجود أو فارغ (مساعدة)
4. ↑  النتائج النهائية للدورة الخامسة 2015 :: نسخة محفوظة 14 أغسطس 2018 على موقع واي باك مشين.
5. ↑  المجلس البلدي المركزي نسخة محفوظة 2 مارس 2018 على موقع واي باك مشين.
6. ↑  Qatar Living | best place for cars, properties, buying, selling, renting and Qatar news & events نسخة محفوظة 22 يونيو 2018 على موقع واي باك مشين.
7. ↑  [وصلة مكسورة]
8. ↑  وزارة التخطيط التنموي والإحصاء نسخة محفوظة 24 سبتمبر 2015 على موقع واي باك مشين.
9. ↑  وزارة التخطيط التنموي والإحصاء نسخة محفوظة 24 سبتمبر 2015 على موقع واي باك مشين.

| مارس 2004 | مارس 1997 | مارس 1986 |
| --------- | --------- | --------- |
| 31441     | 24283     | 17245     |

ويبين الجدول التالي المواليد الأحياء المسجلين حسب الجنسية والجنس لهذه البلدية. ويستند مكان الولادة في بلدية منزل الأم عند الولادة.
| سنة  | ذكر القطرية | القطرية أنثى | مجموع القطريين | ذكر القطرية غير | أنثى غير القطريين | مجموع غير قطر | مجموع ذكر | مجموع أنثى | المجموع الكلي |
| ---- | ----------- | ------------ | -------------- | --------------- | ----------------- | ------------- | --------- | ---------- | ------------- |
| 2001 | 168         | 156          | 324            | 170             | 176               | 346           | 338       | 332        | 670           |
| 2002 | 175         | 147          | 322            | 167             | 159               | 326           | 342       | 306        | 648           |
| 2003 | 183         | 159          | 342            | 172             | 190               | 362           | 355       | 349        | 704           |
| 2004 | 177         | 177          | 354            | 196             | 169               | 365           | 373       | 346        | 719           |
| 2005 | 176         | 179          | 355            | 202             | 181               | 383           | 378       | 360        | 738           |
| 2006 | 182         | 172          | 354            | 196             | 191               | 387           | 378       | 363        | 741           |
| 2007 | 209         | 161          | 370            | 238             | 206               | 444           | 447       | 367        | 814           |
| 2008 | 186         | 207          | 393            | 309             | 297               | 606           | 495       | 504        | 999           |
| 2009 | 216         | 248          | 464            | 369             | 333               | 702           | 585       | 581        | 1166          |

## المناخ
كما هو الحال في جميع المدن في قطر؛ الوكرة لديها متوسط درجات الحرارة، فهي لطيفة في أشهر يناير، فبراير، مارس ونوفمبر وديسمبر، حارَّة في أبريل، مايو، يونيو، يوليو، أغسطس، سبتمبر، أكتوبر ونوفمبر. وفترات الجفاف في الوكرة تأتي في يناير، فبراير، مارس، أبريل، مايو، يونيو، يوليو وأغسطس. ويعد شهر يوليو الأكثر حرًّا، بينما يعد شهر يناير الأكثر برودة. ويبين الجدول أدناه السجلات والمتوسطات من درجات حرارة الوكرة:
| الشهر   | متوسط. عالي | متوسط منخفض | المتوسط. الأمطار |
| ------- | ----------- | ----------- | ---------------- |
| الموافق | 22.0 °C     | 13.0 °C     | 1.27 سم          |
| شباط    | 23.0 °C     | 14.0 °C     | 1.78 سم          |
| مارس    | 27.0 °C     | 17.0 °C     | 1.52 سم          |
| نيسان   | 32.0 °C     | 21.0 °C     | 0.76 سم          |
| مايو    | 38.0 °C     | 25.0 °C     | 0.25 سم          |
| حزيران  | 41.0 °C     | 28.0 °C     | 0.00 سم          |
| تموز    | 42.0 °C     | 29.0 °C     | 0.00 سم          |
| أغسطس   | 41.0 °C     | 29.0 °C     | 0.00 سم          |
| سبتمبر  | 39.0 °C     | 27.0 °C     | 0.00 سم          |
| أكتوبر  | 35.0 °C     | 23.0 °C     | 0.00 سم          |
| نوفمبر  | 30.0 °C     | 20.0 °C     | 0.25 سم          |
| ديسمبر  | 24.0 °C     | 15.0 °C     | 1.27 سم          |

## التطورات المستقبلية
منطقة الترفيه، ويجري حاليا إعادة بنائها. كما توجد خطط للمنطقة في المستقبل؛ تشمل حديقة الحياة البرية والنادي القطري، مع تقديم أنشطة ترفيهية للجمهور وخاصة بالواجهة البحرية، وتشمل التطورات المستقبلية أيضا فندقين وملعبا للجولف، ومحطةً للسكة الحديد بالقرب من المسجد، وسيكون هناك أيضا منطقة للمشاة تحت الأرض.

### كورنيش الوكرة
وقد تم تخصيص حصة كبيرة من الشاطئ والحدائق العامة والمشاريع الترفيهية للوكرة؛ واحد من المشاريع على الكورنيش، في المنطقة الواقعة شمال الوكرة، وسيكون للعائلات فقط، وسوف توفر جميع وسائل الراحة والخدمات اللازمة للكبار والصغار معا، حتى يتمكنوا من قضاء وقت ممتع مع أسرهم.

### وسط البلد (الوكرة الجديدة)
وقد تم تقسيم مركز الوكرة في وسط البلد تقسيما جديدا إلى سبعة قطاعات؛ تشمل: 'بوابة الوكرة، 'ساحة جنوب الوكرة، مهرجان خليج الوكرة، الوكرة ساندز، الوكرة الإقامة، كلية الوكرةومركز التجارة الوكرة.
'بوابة الوكرة: هي منطقة حصرية للمراكز الحكومية الرئيسية والمكاتب العامة؛ فبالجنوب تشهد الوكرة مزيجا من مجمعات المكاتب، والشقق السكنية، وبكل من الوسطى والدنيا منافذ البيع بالتجزئة.
وخليج مهرجان ستكون منطقة مثيرة؛ فيخطط أن يكون بها فنادق ومنتجعات، مع إتاحة فرصة الاستثمار في الأعمال التجارية، إضافة إلى المتحف البحري في جبهة المياه، ومارينا، ومراكز الفنون، إضافة إلى مركز الوكرة الثقافي.
الوكرة ساندز سوق تتخللها الحدائق العائلية، ومركز الترفيه والتجارة، إضافة إلى المجمعات الثقافية.
الوكرة الإقامة هي منطقة مخصصة لبناء المجمعات السكنية متعددة المرافق.
كلية الوكرة هي منطقة حصرية محفوظة للمؤسسات التعليمية.
الوكرة «مركز التجارة» لتطوير مراكز التسوق ومنافذ البيع بالتجزئة.
وهناك خطة تهدف إلى جعل الوكرة الواجهة البحرية المفضلة، ومدينة نابضة بالحياة تجذب إليها الناس، وتحبب إليهم البقاء فيها، وسيتم تطوير منطقة منفصلة منطقةَ تراث، كما يوجد مقترح بإعادة إنشاء «الوكرة المدينة» على أساس تاريخي، يضفي إحساسًا مميزًا نحو المكان والعمارة التقليدية القديمة.
بناء الفلل الجميلة المنظر والحدائق الإقليمية، والأماكن العامة بالواجهة البحرية هي من بين المشاريع الأخرى المزمع إقامتها كجزء من بلدة نموذجية في الوكرة.

## الرياضية
الوكرة لديها نادٍ يسمى "نادي الوكرة الرياضي"، وهو نادٍ قطريٌّ لكرة القدم للمحترفين، وله ملعب متعدد الأغراض، ولديه القدرة على استيعاب ما يقرب من 20,000 شخص، ولدى الدولة خطط لتوسيع القدرة الاستيعابية إلى 43,500 شخص لـكأس العالم 2022.

## النقل
شركة مواصلات (كروة) للنقل قد وصلت مدينة الوكرة ببقية المدن في قطر؛ فحاليا هناك العديد من الباصات العاملة هناك، وفي المستقبل ستكون الوكرة جزءا من شبكة السكك الحديدية في قطر.